# Pride FC

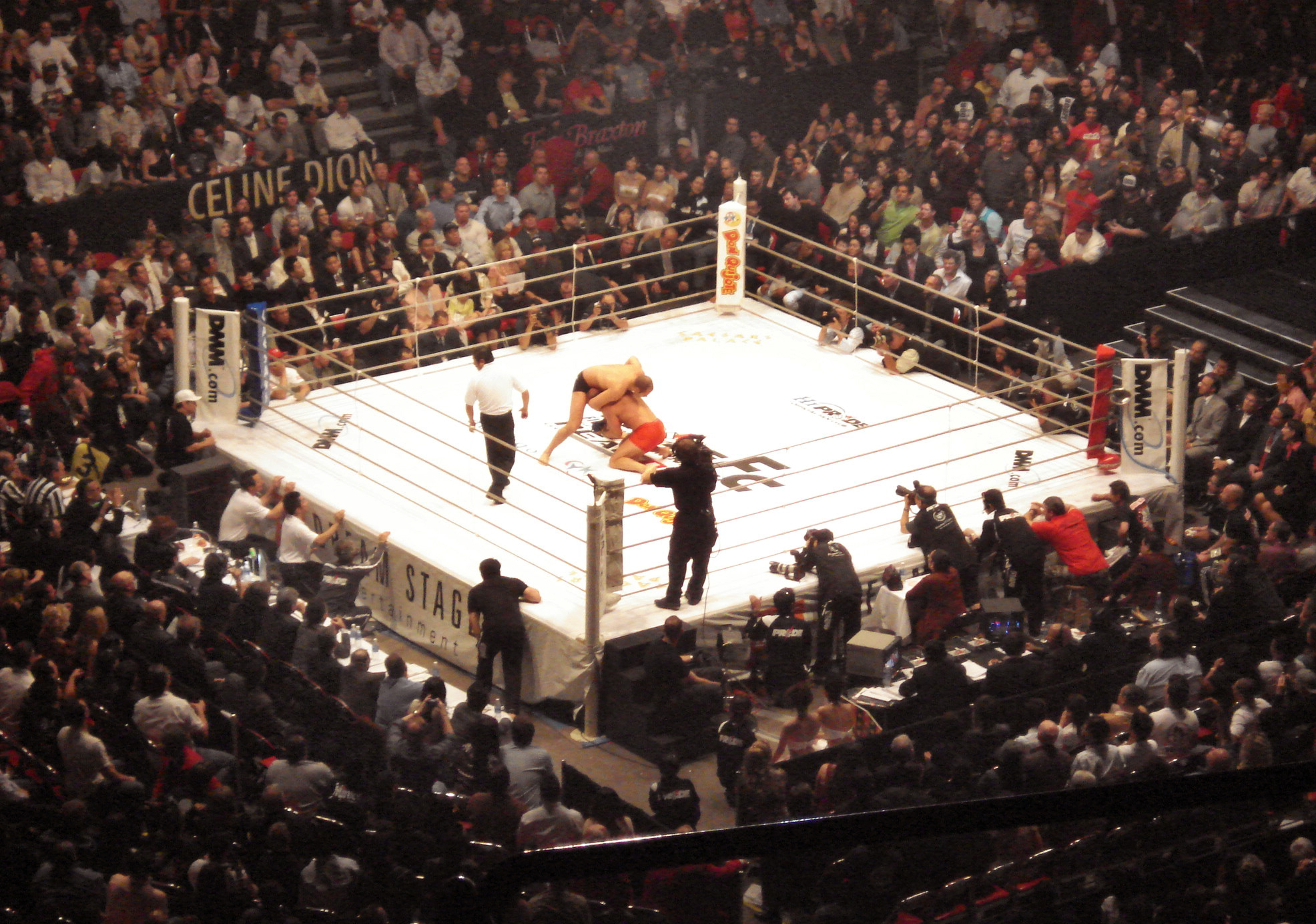
Fedor Emelianenko gegen Mark Coleman, Pride FC 2006

Pride FC (Pride Fighting Championships) war ein Veranstalter von MMA-Wettkämpfen aus Japan, der zum japanischen Vermarktungsunternehmen Dream Stage Entertainment (DSE) gehörte und im April 2007 von Zuffa, dem Besitzer von Ultimate Fighting Championship, aufgekauft wurde.
Die früher ausschließlich in Japan stattfindenden Wettkämpfe hatten bis zu 90.000 Zuschauer besucht. Die meisten Zuschauer konnte Pride mit Shockwave 2002 im Tokyo National Stadium (91.107 Zuschauer) vorweisen.
Die Veranstaltungen wurden in Japan sowie in den USA über Pay-Per-View ausgestrahlt. In Nordamerika wurden die PPV über InDemand, The Dish Network und DirecTV ausgestrahlt. Bereits seit Juni 2002 besaß DSE eine Lizenz von der Nevada State Athletic Commission, um Kämpfe in den USA abzuhalten; doch es dauerte bis zum Oktober 2006, bis die erste Pride-FC-Show abgehalten wurde. Im Februar 2003 wurde außerdem ein Vertrag mit THQ abgeschlossen, seither wurden Spiele von Pride für die Playstation 2 herausgebracht. Im deutschsprachigen Raum wurde Pride FC von Eurosport übertragen.
Der Star bei Pride war der Russe Fjodor Jemeljanenko, der seit seinem Debüt 2002 bis zur Schließung 2007 bei Pride in der Schwergewichtsklasse ungeschlagen war.
Im Gegensatz zu diversen Cagefighting-Wettbewerben wie UFC (Veranstalter aus den USA) oder diversen andere Veranstaltungen wurde beim Pride-Wettbewerb in einem üblichen Boxring gekämpft. Nicht erlaubt waren Kopfstöße, Schläge in den Genitalbereich, Augenstiche, Kehlkopfschläge sowie Schläge ins Genick und an den Hinterkopf.

## Pride-Schließung
Bereits im Juni 2006 verlor Dream Stage Entertainment (DSE) im Zuge des Yakuza-Skandals ihren TV-Deal mit Fuji TV in Japan. Damit verlor DSE ihre wichtigste Einnahmequelle und geriet in den nächsten Monaten immer mehr in finanzielle Schwierigkeiten.
Im März 2007 gab DSE auf einer Pressekonferenz bekannt, dass Pride FC von der Familie Fertitta, die unter Zuffa LLC bereits die MMA-Organisation Ultimate Fighting Championship betreibt, aufgekauft wurde.
Am Anfang liefen beide Organisationen unter separaten Leitungen noch weiter, bevor man sich im Oktober 2007 bei Zuffa LLC dazu entschied, die japanischen Mitarbeiter von Pride FC zu entlassen. Damit war auch die weitere Förderung von Kämpfern sowie weitere Veranstaltungen unter dem Banner von Pride beendet.

## Regeln

### Wettkampfregeln
jeder Kampf geht über drei Runden, wovon die erste über zehn und die weiteren beiden über jeweils fünf Minuten gehen. Zwischen jeder Runde gibt es eine Pause von zwei Minuten. Pflicht für einen Kämpfer sind offene Fingerhandschuhe, Mundschutz und ein Suspensorium.

### Gewichtsklassen
1. Schwergewicht (mehr als 93 kg / 205 lb)
2. Mittelgewicht (weniger als oder gleich 93 kg / 205 lb)
3. Weltergewicht (weniger als oder gleich 83 kg / 183 lb)
4. Leichtgewicht (weniger als oder gleich 73 kg / 161 lb)

### Entscheidung
- Submission
- Knockout
- Technischer Knockout
- Nach Punkten
- Disqualifikation
- Keine Wertung

## Ehemalige Champions
Nachdem am 8. April 2007 die letzte Veranstaltung von Pride FC lief, wurden die Gürtel bei ihren damaligen Champions belassen. Durch die Übernahme von Pride werden die bisherigen Titel mit den Titeln von Ultimate Fighting Championship (UFC) vereinigt.
| Division     | Champion          | Vereinigt                   |
| ------------ | ----------------- | --------------------------- |
| Heavyweight  | Fedor Emelianenko |                             |
| Middleweight | Dan Henderson     | UFC Light Heavyweight Titel |
| Welterweight | Dan Henderson     | UFC Middleweight            |
| Lightweight  | Takanori Gomi     |                             |

### Notizen
Am 8. September 2007 wurde der World-Middleweight-Titel mit dem UFC-Light-Heavyweight-Titel bei UFC 75 vereinigt. Hier verlor der bisherige Titelhalter Dan Henderson an den UFC Light Heavyweight Champion Quinton Jackson.
Der World-Welterweight-Titel, ebenfalls gehalten von Dan Henderson, wurde am 1. März 2008 bei UFC 82 mit dem UFC-Middleweight-Titel vereinigt. Anderson Silva, der bisherige UFC Middleweight Champion, besiegte Henderson via Aufgabe bei Minute 4:52 in Runde 2.
| Jahr / Division   | Champion          |
| ----------------- | ----------------- |
| 2000 Openweight   | Mark Coleman      |
| 2003 Middleweight | Wanderlei Silva   |
| 2004 Heavyweight  | Fedor Emelianenko |
| 2005 Middleweight | Mauricio Rua      |
| 2005 Welterweight | Dan Henderson     |
| 2005 Lightweight  | Takanori Gomi     |
| 2006 Openweight   | Mirko Filipović   |
| 2006 Welterweight | Kazuo Misaki      |